# Saša Dreven
Saša Dreven (Varaždin, 27. siječnja 1990.) je hrvatski nogometni vratar.
Nastupao je za Istru 1961 u koji je došao iz omladinskog pogona kluba. Igrao je i za hrvatsku reprezentaciju do 17. Osvajač je hrvatskog juniorskog prvenstva 2008. s Varteksom. Igrao je i za slovenski klub NK Zavrč.